# Gran Premio d'Ungheria 1986
Il Gran Premio d'Ungheria 1986 è stata l'undicesima gara del campionato di Formula 1 del 1986, si è svolto il 10 agosto sul circuito del Hungaroring ed è stato vinto da Nelson Piquet su Williams-Honda. fu il debutto e si trattò di una novità importante per l'epoca poiché fu la prima gara di F1 disputata in un paese aderente al Patto di Varsavia.

## Qualifiche
| Pos | No | Pilota             | Costruttore            | Q1       | Q2          | Gap     |
| --- | -- | ------------------ | ---------------------- | -------- | ----------- | ------- |
| 1   | 12 | Ayrton Senna       | Lotus-Renault          | 1.32:281 | 1.29:450    |         |
| 2   | 6  | Nelson Piquet      | Williams-Honda         | 1.31:450 | 1.29:785    | +0,335  |
| 3   | 1  | Alain Prost        | McLaren-TAG Porsche    | 1.33:115 | 1.29:945    | +0,495  |
| 4   | 5  | Nigel Mansell      | Williams-Honda         | 1.30:516 | 1.30:072    | +0,622  |
| 5   | 2  | Keke Rosberg       | McLaren-TAG Porsche    | 1.34:146 | 1.30:268    | +0,818  |
| 6   | 16 | Patrick Tambay     | Lola-Ford              | 1.34:187 | 1.31:715    | +2,265  |
| 7   | 28 | Stefan Johansson   | Ferrari                | 1.35:092 | 1.31:850    | +2,400  |
| 8   | 11 | Johnny Dumfries    | Lotus-Renault          | 1.36:108 | 1.31:886    | +2,436  |
| 9   | 25 | René Arnoux        | Ligier-Renault         | 1.36:552 | 1.31:970    | +2,520  |
| 10  | 15 | Alan Jones         | Lola-Ford              | 1.33:737 | 1.32:401    | +2,951  |
| 11  | 20 | Gerhard Berger     | Benetton-BMW           | 1.32:886 | 1.32:491    | +3,041  |
| 12  | 26 | Philippe Alliot    | Ligier-Renault         | 1.35:129 | 1.32:575    | +3,125  |
| 13  | 19 | Teo Fabi           | Benetton-BMW           | 1.35:265 | 1.32:707    | +3,257  |
| 14  | 7  | Riccardo Patrese   | Brabham-BMW            | 1.35:337 | 1.32:956    | +3,506  |
| 15  | 27 | Michele Alboreto   | Ferrari                | 1.34:255 | 1.33:063    | +3,613  |
| 16  | 3  | Martin Brundle     | Tyrrell-Renault        | 1.34:725 | 1.33:368    | +3,918  |
| 17  | 24 | Alessandro Nannini | Minardi-Motori Moderni | 1.36:266 | 1.33:656    | +4,206  |
| 18  | 4  | Philippe Streiff   | Tyrrell-Renault        | 1.35:831 | 1.34:414    | +4,964  |
| 19  | 8  | Derek Warwick      | Brabham-BMW            | 1.34:561 | 1.34:502    | +5,052  |
| 20  | 23 | Andrea De Cesaris  | Minardi-Motori Moderni | 1.37:796 | 1.34:670    | +5,220  |
| 21  | 17 | Christian Danner   | Arrows-BMW             | 1.36:540 | 1.35:294    | +5,884  |
| 22  | 18 | Thierry Boutsen    | Arrows-BMW             | 1.37:268 | 1.35:392    | +5,942  |
| 23  | 21 | Piercarlo Ghinzani | Osella-Alfa Romeo      | 1.39:564 | 1.36:232    | +6,782  |
| 24  | 14 | Jonathan Palmer    | Zakspeed               | 1.37:937 | 1.36:485    | +7,035  |
| 25  | 29 | Huub Rothengatter  | Zakspeed               | 1.42:736 | 1.38:527    | +9,077  |
| 26  | 22 | Allen Berg         | Osella-Alfa Romeo      | 1.40:984 | senza tempo | +11,534 |

## Ordine d'arrivo
| Pos | No | Pilota             | Costruttore            | Giri | Tempo/Ritiro       | Pos. Griglia | Punti |
| --- | -- | ------------------ | ---------------------- | ---- | ------------------ | ------------ | ----- |
| 1   | 6  | Nelson Piquet      | Williams-Honda         | 76   | 2:00:34.508        | 2            | 9     |
| 2   | 12 | Ayrton Senna       | Lotus-Renault          | 76   | + 17.673           | 1            | 6     |
| 3   | 5  | Nigel Mansell      | Williams-Honda         | 75   | + 1 Giro           | 4            | 4     |
| 4   | 28 | Stefan Johansson   | Ferrari                | 75   | + 1 Giro           | 7            | 3     |
| 5   | 11 | Johnny Dumfries    | Lotus-Renault          | 74   | + 2 Giri           | 8            | 2     |
| 6   | 3  | Martin Brundle     | Tyrrell-Renault        | 74   | + 2 Giri           | 16           | 1     |
| 7   | 16 | Patrick Tambay     | Lola-Ford              | 74   | + 2 Giri           | 6            |       |
| 8   | 4  | Philippe Streiff   | Tyrrell-Renault        | 74   | + 2 Giri           | 18           |       |
| 9   | 26 | Philippe Alliot    | Ligier-Renault         | 73   | + 3 Giri           | 12           |       |
| 10  | 14 | Jonathan Palmer    | Zakspeed               | 70   | + 6 Giri           | 24           |       |
| Ret | 25 | René Arnoux        | Ligier-Renault         | 48   | Motore             | 9            |       |
| Ret | 15 | Alan Jones         | Lola-Ford              | 46   | Differenziale      | 10           |       |
| Ret | 20 | Gerhard Berger     | Benetton-BMW           | 44   | Trasmissione       | 11           |       |
| Ret | 18 | Thierry Boutsen    | Arrows-BMW             | 40   | Problemi elettrici | 22           |       |
| Ret | 2  | Keke Rosberg       | McLaren-TAG Porsche    | 34   | Sospensione        | 5            |       |
| Ret | 19 | Teo Fabi           | Benetton-BMW           | 32   | Trasmissione       | 13           |       |
| Ret | 24 | Alessandro Nannini | Minardi-Motori Moderni | 30   | Motore             | 17           |       |
| Ret | 27 | Michele Alboreto   | Ferrari                | 29   | Incidente          | 15           |       |
| Ret | 8  | Derek Warwick      | Brabham-BMW            | 28   | Incidente          | 19           |       |
| Ret | 1  | Alain Prost        | McLaren-TAG Porsche    | 23   | Incidente          | 3            |       |
| Ret | 21 | Piercarlo Ghinzani | Osella-Alfa Romeo      | 15   | Sospensione        | 23           |       |
| Ret | 17 | Christian Danner   | Arrows-BMW             | 7    | Sospensione        | 21           |       |
| Ret | 7  | Riccardo Patrese   | Brabham-BMW            | 5    | Cambio/Incidente   | 14           |       |
| Ret | 23 | Andrea De Cesaris  | Minardi-Motori Moderni | 5    | Motore             | 20           |       |
| Ret | 29 | Huub Rothengatter  | Zakspeed               | 2    | Radiatore          | 25           |       |
| Ret | 22 | Allen Berg         | Osella-Alfa Romeo      | 1    | Problemi al turbo  | 26           |       |

## Classifiche

### Piloti
| Pos. | Pilota           | Punti |
| ---- | ---------------- | ----- |
| 1    | Nigel Mansell    | 55    |
| 2    | Ayrton Senna     | 48    |
| 3    | Nelson Piquet    | 47    |
| 4    | Alain Prost      | 44    |
| 5    | Keke Rosberg     | 19    |
| 6    | Jacques Laffite  | 14    |
| 7    | René Arnoux      | 14    |
| 8    | Stefan Johansson | 10    |
| 9    | Gerhard Berger   | 6     |
| 10   | Michele Alboreto | 6     |
| 11   | Martin Brundle   | 5     |
| 12   | Teo Fabi         | 2     |
| 13   | Johnny Dumfries  | 2     |
| 14   | Riccardo Patrese | 2     |
| 15   | Philippe Streiff | 1     |

### Costruttori
| Pos. | Team                | Punti |
| ---- | ------------------- | ----- |
| 1    | Williams-Honda      | 102   |
| 2    | McLaren-TAG Porsche | 63    |
| 3    | Lotus-Renault       | 50    |
| 4    | Ligier-Renault      | 28    |
| 5    | Ferrari             | 16    |
| 6    | Benetton-BMW        | 8     |
| 7    | Tyrrell-Renault     | 6     |
| 8    | Brabham-BMW         | 2     |